# Přívrat
Přívrat (německy Pschiwrat) je obec v okrese Ústí nad Orlicí v Pardubickém kraji. Leží v lesnatém údolí tři kilometry severozápadně od města Česká Třebová. Žije zde 362 obyvatel.

## Název
Místní jméno Přívrat (někdy též Přívraty) vzniklo hláskovými změnami ze slova převrat, které ve staré češtině označovalo sedlo (průsmyk) v horském hřbetu. Tomu odpovídá poloha obce ve vrcholových partiích Kozlovského hřbetu, (součást Svitavské pahorkatiny) nedaleko sedla, kterým prochází silnice z Litomyšle do České Třebové (tzv. Kohout). Množné číslo bylo dáno tím, že severní část vsi tvořila samotu nazývanou někdy Malý Přívrat (potom vlastní ves byla označována jako Velký Přívrat). Na počátku 20. století význačný historik Josef Pekař vystoupil s názorem, že název obce je odvozen ze slov „při vratech" a vyjadřoval to, že vesnice ležela nedaleko zemské brány či vrat – místa, kterým vstupovala do Čech z Moravy tzv. Trstenická stezka. Tento názor však dnešní historické bádání jednoznačně odmítá, neboť neexistuje důkaz, že by se zemská brána ve staré češtině označovala jako vrata.

## Historie
Obec vznikla pravděpodobně již v období rané kolonizace z kolonizační iniciativy nižší šlechty, která pronikala od konce 12. století z i vratislavské provincie (povodí Loučné) do oblasti Kozlovského hřbetu na rozvodí Loučné na jedné a Třebovky a Tiché Orlice na straně druhé. Chybí doklady, že by obec byla příslušenstvím některého z velkých panství, která se formovala v období vrcholné kolonizace. Poprvé se však ves i s tvrzí připomíná až v roce 1455, kdy ji Markéta, dcera Doníka z Přívrata, provdaná ze Ždánic, postoupila svému synovi Mikšovi ze Ždánic a Janu Šlechtovi z Mrdic.
Po roce 1455 se ves rozdělila na dvě části. Jednu získal Václav Litovlický z Doubravice a od něho na počátku 16. století Jan Kostka z Postupic, který ji připojil k svému panství brandýskému. Na tomto panství se poprvé připomíná tato část Přívrata v roce 1506, kdy panství kupoval od Jana Kostky z Postupic Vilém z Pernštejna. Další majitel brandýského panství z rodu Pernštejnů Jan prodal v roce 1544 tuto část Přívrata s částmi několika dalších vsí městu Litomyšli k tamnímu špitálu. Město však hned postoupilo získanou část Přívrata tehdejšímu majiteli Litomyšle Bohuši Kostkovi z Postupic.
Ten již od roku 1543 vlastnil i druhou část Přívrata, kterou získal od Martina Člupeckého z Člupku jako příslušenství Člupku. Když v roce 1547 bylo litomyšlské panství Bohuši Kostkovi odňato pro účast na protihabsburském odboji a ponecháno mu do konce jeho života jen panství Brandýs nad Orlicí, připojil Bohuš svůj díl Přívrata k tomuto panství. V příslušenství Brandýsa nad Orlicí zůstal Přívrat až do roku 1699.
V roce 1654 bylo v Přívratě 15 poddanských usedlostí. V roce 1699 v souvislosti s dělením majetků v rodě Trauttmansdorffů, kteří vlastnili Litomyšl i Brandýs nad Orlicí (šlo o dělení pozůstalosti po Janu Bedřichovi z Trauttmansdorffu), došlo k oddělení Přívrata od panství brandýského a jeho připojení k panství litomyšlskému, které tehdy připadlo Františku Václavovi z Trauttmansdorffu.
Tento stav trval až do zániku poddanství v roce 1848. Po vzniku okresních úřadů v roce 1850 byl Přívrat bez ohledu na příslušnost k litomyšlskému panství připojen k soudnímu okresu Ústí nad Orlicí a politickému okresu Lanškroun, v letech 1938–1945 náležel k politickému okresu Litomyšl. Od roku 1945 do současnosti náleží k okresu Ústí nad Orlicí.

## Přírodní poměry
V centru obce na potoce Řetovka se nalézá návesní rybník o rozloze asi 0,5 hektaru. Dále podél toku, na severním okraji obce je rybník Komárek, který je součástí soustavy čtyř rybníků – zbývajícími rybníky jsou Trucovný rybník, Prostřední rybník a Dolní přívratský rybník. Rybníky jsou využívány pro chov ryb.

## Obyvatelstvo
| Rok            | 1869 | 1880 | 1890 | 1900 | 1910 | 1921 | 1930 | 1950 | 1961 | 1970 | 1980 | 1991 | 2001 | 2011 | 2021 |
| -------------- | ---- | ---- | ---- | ---- | ---- | ---- | ---- | ---- | ---- | ---- | ---- | ---- | ---- | ---- | ---- |
| Počet obyvatel | 638  | 678  | 635  | 682  | 672  | 647  | 677  | 434  | 405  | 358  | 350  | 290  | 300  | 319  | 351  |
| Počet domů     | 96   | 99   | 100  | 100  | 103  | 104  | 116  | 130  | 122  | 113  | 101  | 119  | 124  | 127  | 149  |

## Obecní správa
Mezi lety 1869–1988 Přívrat byl obcí v okrese Lanškroun (1869–1938), poté v okrese Litomyšl (1938–1945) a později v okrese Ústí nad Orlicí. Od 1. ledna 1989 do 31. prosince 1991 patřil jako část města k České Třebové a od 1. ledna 1992 je opět samostatnou obcí.

### Obecní symboly
Znak a vlajka byly obci uděleny rozhodnutím předsedy Poslanecké sněmovny Parlamentu České republiky dne 5. dubna 2001.

## Sdružení v obci
- SDH – sbor dobrovolných hasičů – založen v roce 1890 Sbor provozuje hasičský sport a pořádá kulturní akce: Pyžamový ples, Předsilvestrovskou zábavu a nejznámější Přívratské vinobraní.
- Becherova strana lidu má patronát nad fotbalovým klubem Becherovka Přívrat, který hraje okresní přebor futsalu a pořádá říjnovou slavnost Becherobraní.
- SKI klub – Pro lyžaře a snowboardisty jsou připraveny 2 vleky, systém technického zasněžování, 3 sjezdovky různých obtížností (dvě osvětlené), SNOWBAR, půjčovna. SKI areál Přívrat se prezentuje jako lyžařské středisko pro rodiny s dětmi a pro ně je k dispozici malý dětský vlek. V letních měsících se tu jezdí na downhill koloběžkách a pro děti je připraven zábavní park.
- Bratrstvo neohrožených – Oddíl mladých zálesáků.

## Tradiční akce
- leden – Zimní táboření U Kubů – nadšenci zimních radovánek kromě stanování a večerního muzicírování mapují zajímavá místa v okolí Přívratu – program pro děti i dospělé, občerstvení, turistika pěšky i na koních
- únor – Zimní recesní hry na návsi a v sále U Coufalů
- březen – Maškarní ples v sále U Coufalů
- duben – tradiční koncert pěveckých sborů v rámci hudebního festivalu Antonína Bennewitze
- GULÁŠ FEST – závody ve vaření kotlíkového guláše s kulturním programem, náves
- září – PŘÍVRATSKÉ VINOBRANÍ – v pátek rockový koncert + zábava, v sobotu country odpoledne, večer bál v sále U Coufalů + taneční zábava na návsi, bohaté občerstvení, burčák, odrůdová vína
- říjen – BECHERoBRANÍ v sále U Coufalů, koncertík, zábava & divadélko

## Přívratské pověsti
O vodníkovi
U Prostředního rybníka běhával koník. Jeden ze sedláků ho chytil a přivedl k vodě, aby se napil. Jakmile koník vodu okusil, vskočil do rybníka a proměnil se v hastrmana. O tom se přesvědčila i jedna stařenka, která šla z Řetové domů do Přívrata. U rybníka viděla tuze pěkného koně, jak se pase. Chtěla ho chytit, ale on se jí nedal, pořád couval k rybníku blíž a blíž. Když už byl u samého okraje, skočil do vody a zmizel. Teprve potom poznala, kdo to vlastně byl. Stařenka se lekla a honem rychle běžela, co jen mohla, domů. Malý koníček se objevil také u Coufalových kluků, když na lukách u rybníka pásli svého koně. Mladší Coufalův syn se ke koníkovi přitočil, chytil ho a chtěl si na něho vyskočit. A tu si všiml, že koník nemá dolní pysk. Zavolal ostatní, ať se jdou podívat. Panečku, všichni se podivovali, neboť něco podobného ještě nikdy neviděli. Když ho pustili, koník letěl přes pole, zařehtal a už byl ve vodě.[zdroj?]

## Pamětihodnosti
- Kaple svatého Františka Xaverského
- Křížek v části obce zvané Líbánky

## Osobnosti
V přívratské hájovně čp. 1 se narodil hudební skladatel Antonín Bennewitz. V zájezdním hostinci na Presích zkomponoval Karel Kovařovic operu Psohlavci.

## Galerie

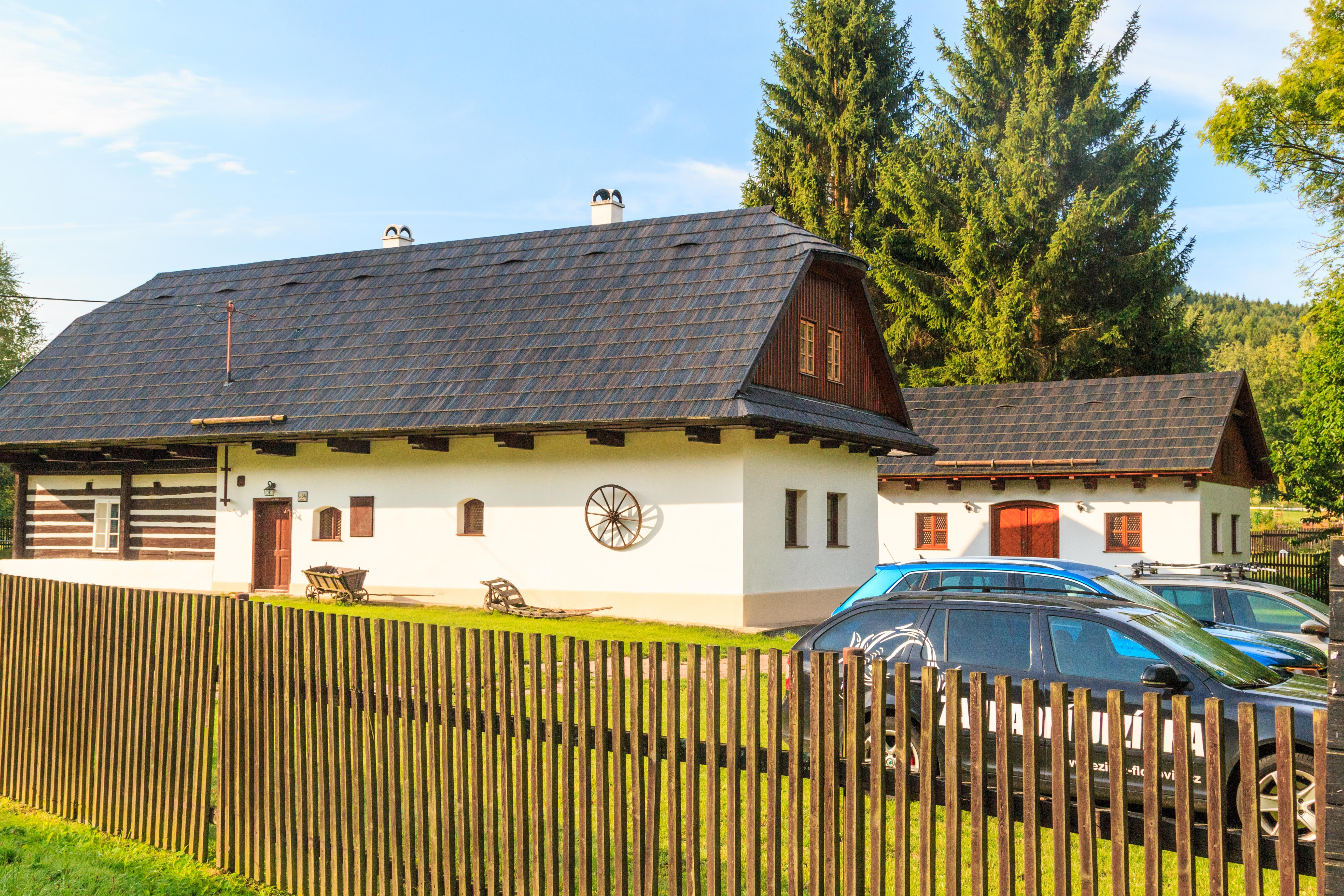
Přívrat – dům čp. 34
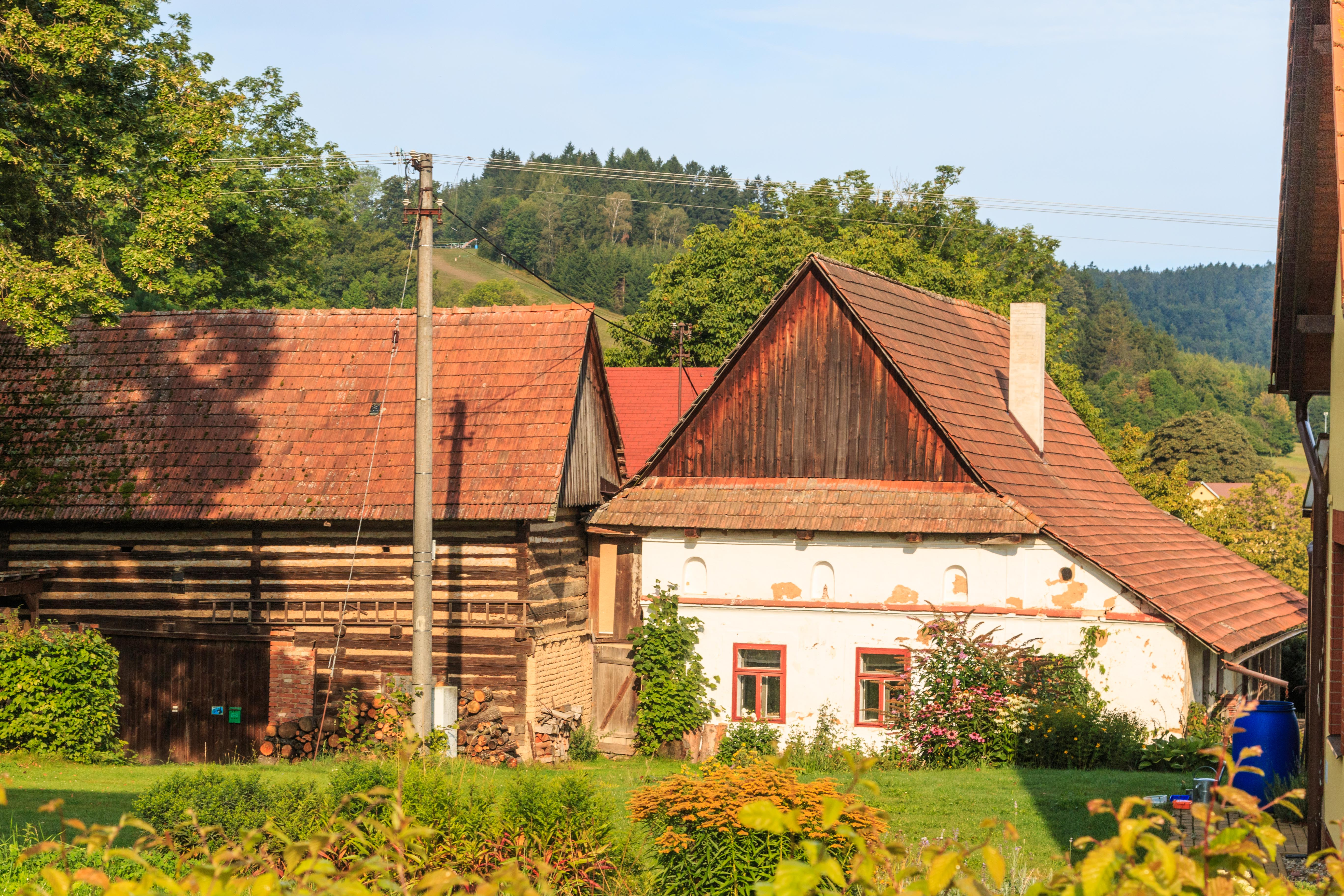
Přívrat – dům čp. 37
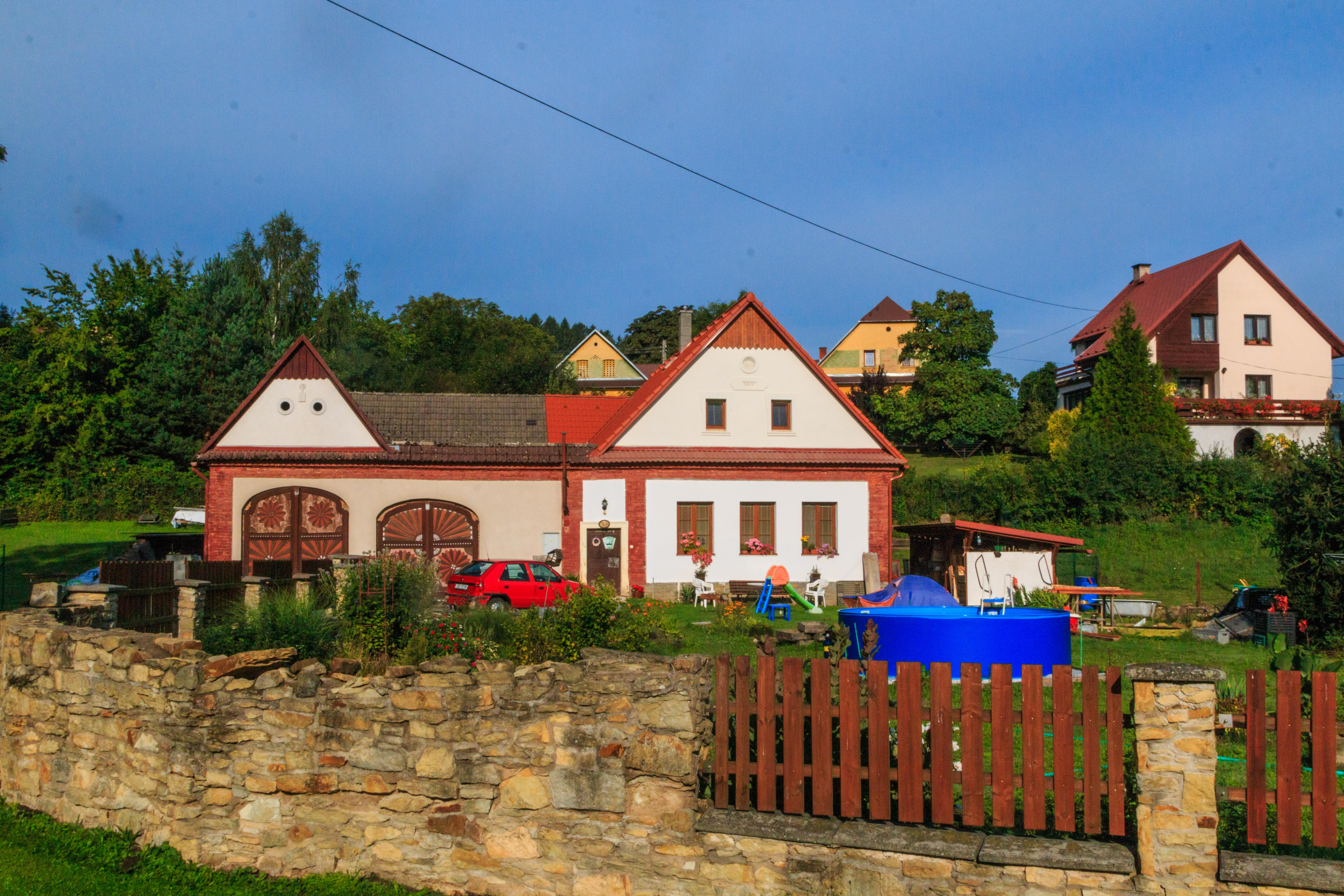
Přívrat – dům čp. 20
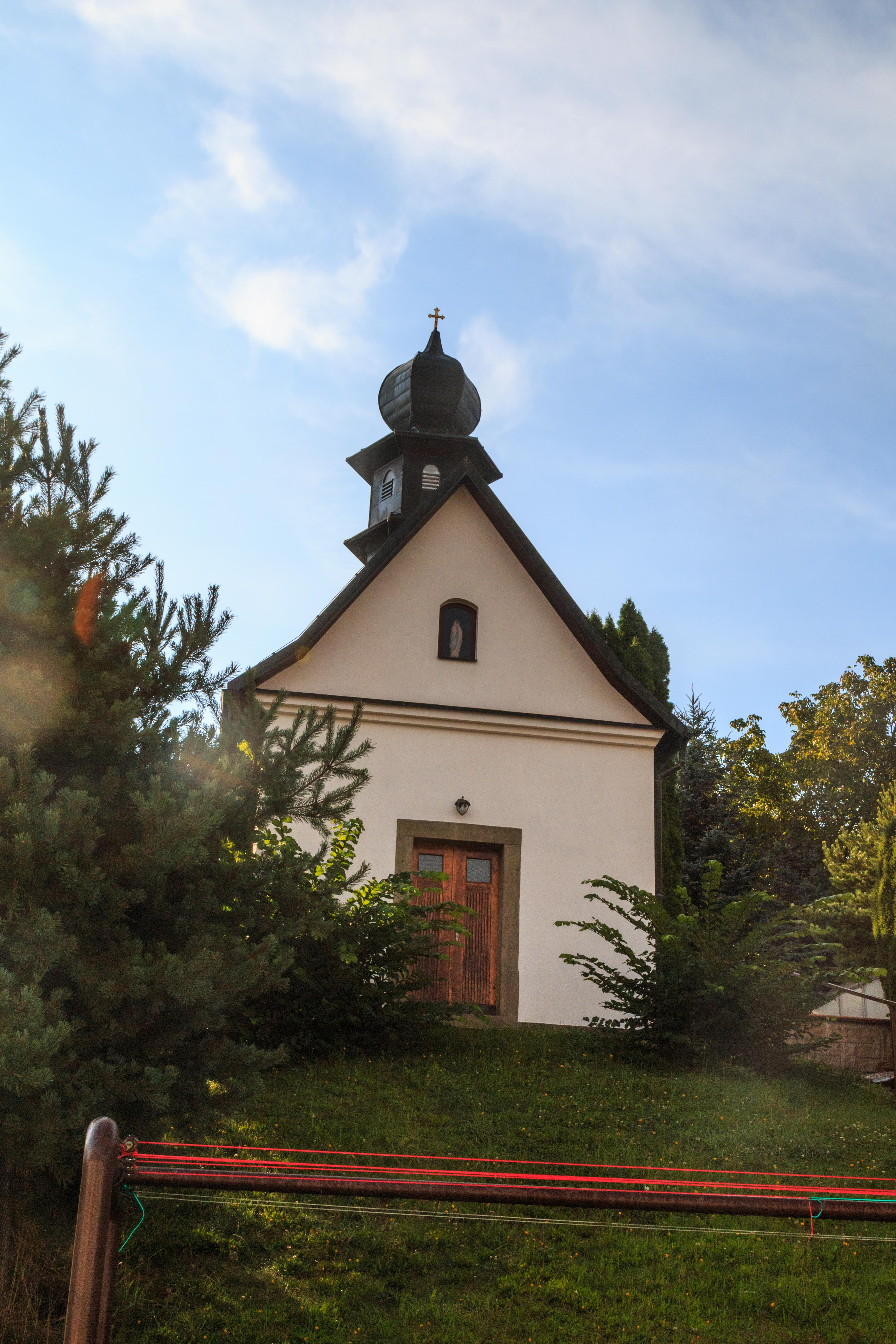
Přívrat – kaple svatého Františka Xaverského
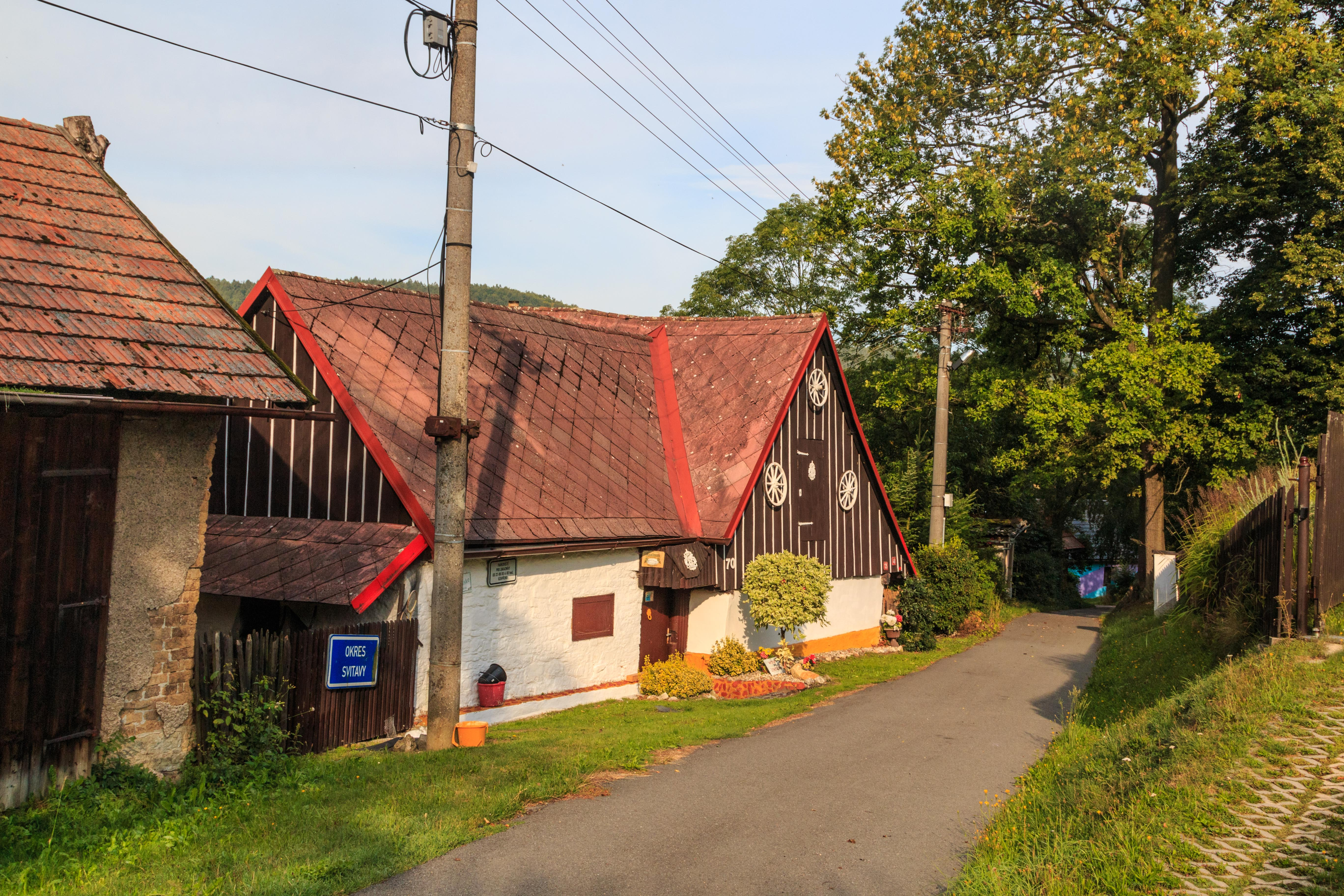
Přívrat – dům čp. 70
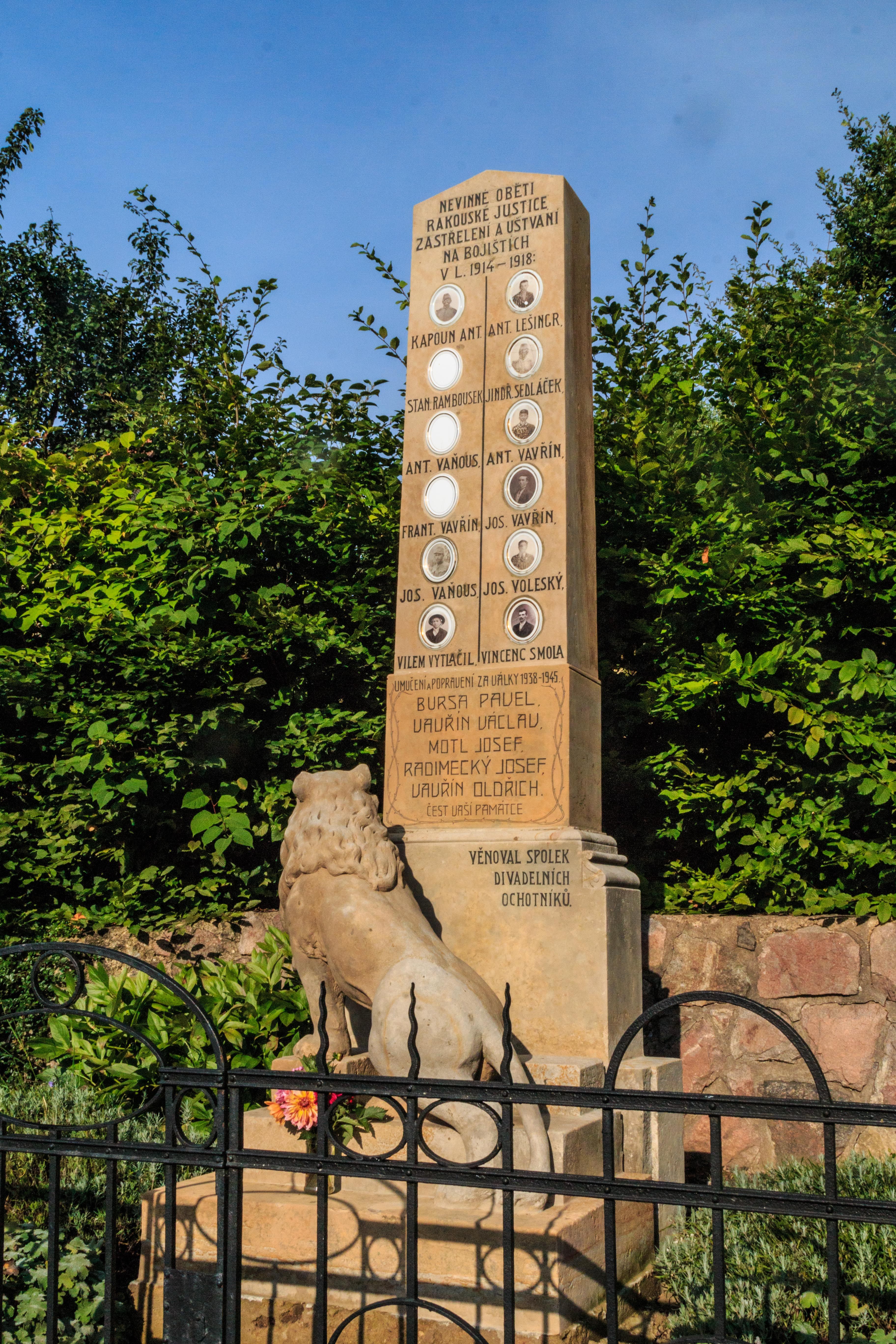
Přívrat – pomník padlých